# Hart (Michigan)
Hart – miasto w Stanach Zjednoczonych, w stanie Michigan, na Półwyspie Dolnym, w regionie  Zachodnim (West Michigan), administracyjna siedziba władz hrabstwa Oceana. W 2010 r. miasto zamieszkiwało 2126 osób, a w przeciągu dziesięciu lat liczba ludności zwiększyła się o 9,0%.
Miasto leży w odległości około 7 km na wschód od wybrzeża jeziora Michigan. Na zachód od miasta leży park stanowy Silver Lake. Klimat Hart w klasyfikacji klimatów Köppena należy do klimatów kontynentalnych z ciepłym latem (Dfb)